# Podstawka (elektronika)

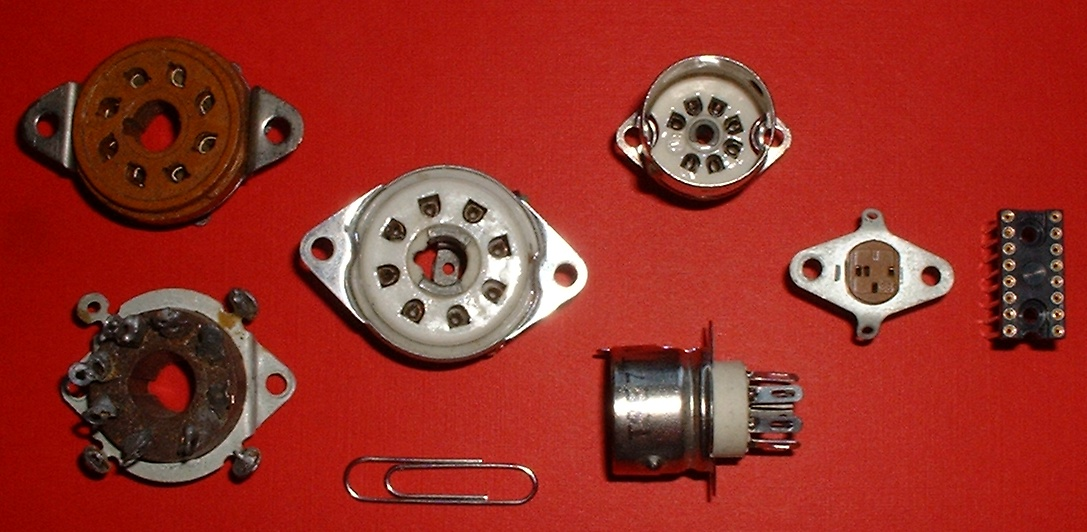
Podstawki (od lewej): lampowa oktalowa (widok od góry i od dołu), lampowa loktalowa, lampowa miniaturowa heptalowa (widok od góry i z boku), tranzystorowa starego typu oraz podstawka układu scalonego (DIL16).

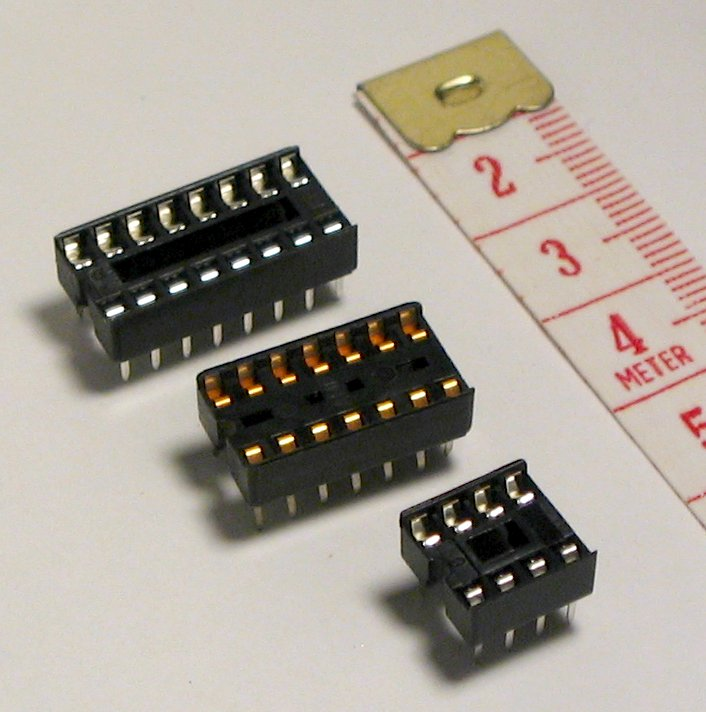
Podstawki do układów scalonych: DIL16, DIL14 i DIL8

Podstawka – specjalny element obwodu elektronicznego. Podstawki używane są najczęściej w celu uniknięcia bezpośredniego lutowania nóżek delikatnego elementu półprzewodnikowego (np. układ scalony, czujnik itd.), który po zakończeniu procesu lutowania może być wciśnięty w przylutowaną podstawkę. Dodatkowo, w przypadku uszkodzenia danego elementu nie ma potrzeby wylutowywania – wystarczy tylko wymienić element, który jest przymocowany albo poprzez siły sprężystości (w najprostszych odmianach podstawek), albo też poprzez specjalne mechanizmy (np. w procesorach komputerów).
Podstawki produkowane są w znormalizowanych rozmiarach tak, aby rozstaw nóżek podstawki i elementu mocowanego odpowiadały sobie nawzajem.
Przy układach elektronicznych pracujących w bardzo wysokich częstotliwościach nie stosuje się podstawek z uwagi na wydłużanie ścieżek co pogarsza warunki transmisji sygnałów. Dodatkową wadą podstawek jest zwiększenie miejsca potrzebnego na zainstalowanie danego układu – w niektórych przypadkach podstawka może być nawet większa niż montowany element elektroniczny.
Podstawki stosowane były też powszechnie w technice lampowej – każdemu typowi cokołu lampy odpowiadała odpowiednia podstawka.